# لولب رحمي نحاسي
لولب رحمي نحاسي ويعرف أيضًا بالملف الرحمي، هو أحد أنواع اللولب الذي يحتوي على النحاس، يستخدم لتنظيم النسل ومنع الحمل التداركي خلال خمسة أيام من الممارسة الجنسية غير المحمية، وتعد هذه الوسيلة إحدى الوسائل الأكثر فاعلية في تنظيم النسل بنسبة فشل سنوية 0.7%. يوضع الجهاز في الرحم ويبقي إلى 12 سنة كحد اقصى، يمكن استخدامه من قبل النساء بكافة اعمارهم، سواء سبق لهم الحمل أم لا، ويمكن للمرأة الحمل بعد ازالته.
الآثار الجانبية تشمل دورة شهرية مؤلمة، ومن الممكن ان تتسبب بإزالة الجهاز من مكانه، لا ينصح باستخدامه من قبل النساء المعرضات للإصابة بنسبة أكبر للأمراض المنتقلة جنسيا لأنه من الممكن أن تزيد احتمالية اصابتها بالتهاب منطقة الحوض خاصة خلال الأسابيع الثلاثة الأولى لوضع الجهاز. إذا تعرضت المرأة للحمل اثناء وضع الجهاز ينصح بازالته مباشرة، من الممكن حدوث ثقب في الرحم اثناء وضع الجهاز لكن هذا نادر. يعد اللولب الرحمي النحاسي وسيلة تنظيم طويلة الأمد ويمكن إزالتها في أي وقت. تعمل بشكل أساسي على قتل الحيوانات المنوية.
بدأ استخدام اللولب الرحمي النحاسي عام1970 . وهو موضوع على لائحة منظمة الصحة العالمية للأدوية الأساسية، الادوية الأكثر فاعلية واستخدام في النظام الصحي. >

## الاستخدامات الطبية
```
اللولب الرحمي النحاسي شكل من أشكال منع الحمل العكسي طويل الأمد، واحد أكثر وسائل تنظيم النسل فاعلية.
[
7
]
 نوع الإطار وكمية النحاس المستخدم من الممكن ان تؤثر على فاعلية الأنواع المختلفة لهذا الجهاز.
[
7
]
```

نسبة الفشل لأنواع المختلفة للجهاز تتراوح بين 0.1-2.2% بعد عام واحد من الاستخدام. الأنواع بشكل حرف T ومساحة سطح 380مم مربع كانت لها اقل نسبة فشل والانواع التي تمتلك مساحة سطح اقل لديها اعلى نسب فشل خلال استخدام 12 سنة

### منع الحمل التداركي
اكتُشِف في عام 1976 ان اللولب الرحمي النحاسي يمكن استخدامه في منع الحمل التداركي ويعد الأكثر فاعلية في هذه الحالة متفوقاً على حبوب الهرمونات المتوافرة في الأسواق حالياً، يمكن استخدامه خلال خمسة أيام من الممارسة الجنسية غير المحمية، ولا تقل فاعليتها خلال أي يوم ضمن هذه الفترة.، ميزة إضافية لاستخدام اللولب الرحمي لمنع الحمل التداركي هي امكانية استخدامه كوسيله منع حمل خلال 10 أو 12 سنة مقبلة.

## الإزالة والعودة للخصوبة
إزالة اللولب الرحمي يجب ان يتم عن طريق مختص، ظهر ان الخصوبة تعود إلى مستوياتها السابقة بسرعة بعد إزالة الجهاز. أظهرت الدراسات ان متوسط الوقت للحمل المخطط له بعد إزالة الجهاز كانت 3 أشهر للنساء اللواتي استخدمنا اللولب بمساحة سطح 380 مم.